# Synagogue de Hradec Králové
 (juillet 2025).

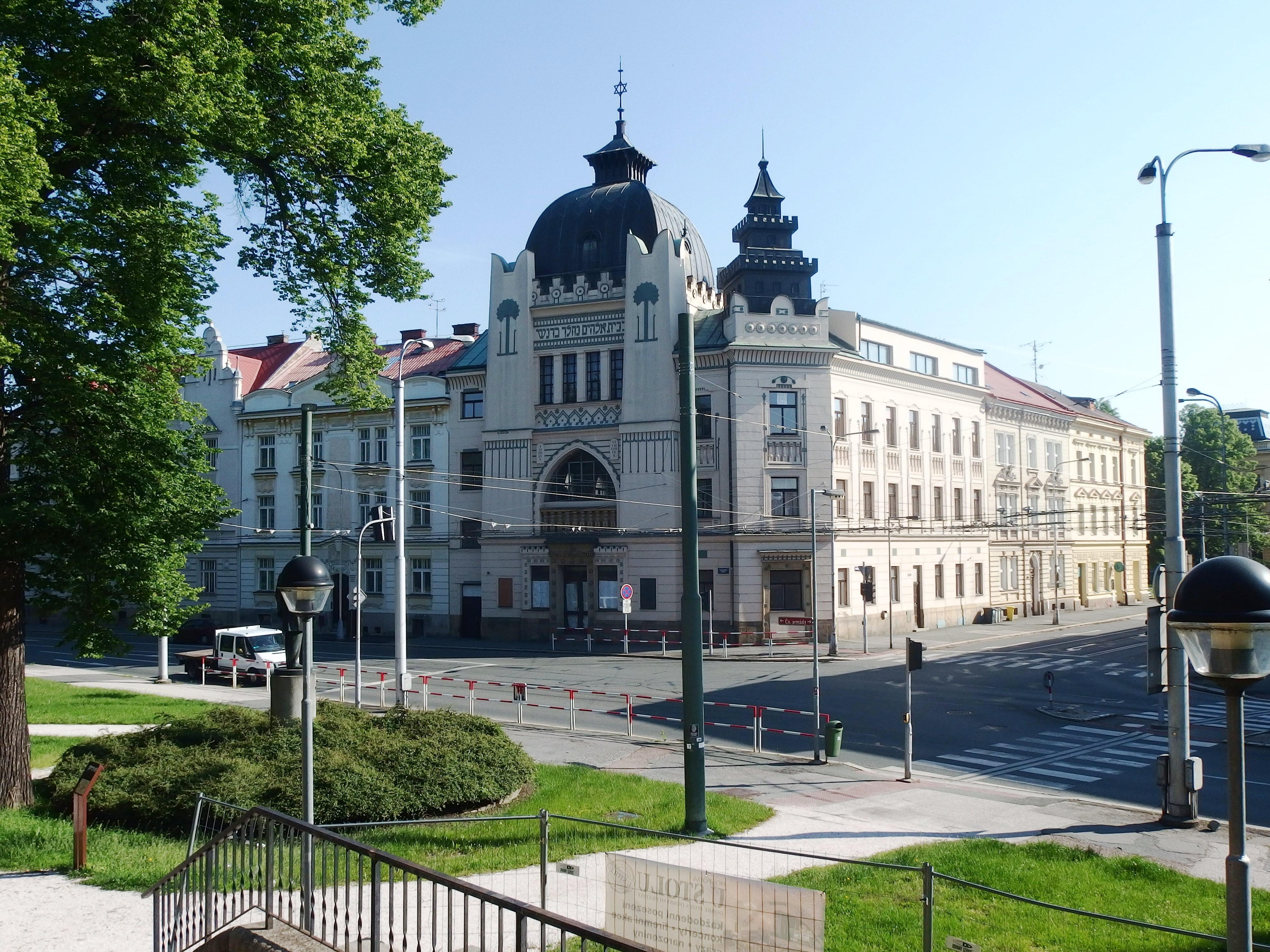
Synagogue de Königgrätz (2019)

La synagogue de Königgrätz (en tchèque : Hradec Králové), une ville tchèque du nord-est de la Bohême, a été construite en 1904/05. La synagogue désacralisée est un monument protégé depuis 1988.

## Histoire

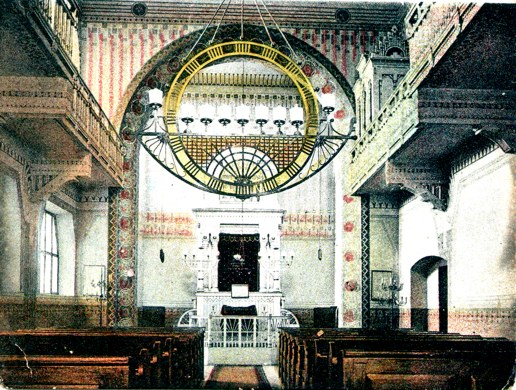
Vue intérieure (vers 1905)

La synagogue de style mauresque a été construite selon les plans de l'architecte viennois Václav Weinzettl (1862-1930). Le bâtiment contenait également une salle de réunion et les appartements du rabbin, du shohet et du gardien.
La synagogue survit à l'occupation allemande pendant la Seconde Guerre mondiale sans dommages majeurs. Après 1945, elle est rarement utilisée pour les services religieux.
Aujourd'hui, la Bibliothèque scientifique d'État est située dans l'édifice.

## Littérature
- Klaus-Dieter Alicke : Lexique des communautés juives dans le monde germanophone. Tome 2 : Großbock – Ochtendung. Gütersloher Verlagshaus, Gütersloh 2008,  (ISBN 978-3-579-08078-9) ( version en ligne ).

## Liens
- Ressource relative à l'architecture :   - MonumNet
- Description